# Preußisch Oldendorf
Preußisch Oldendorf – miasto w Niemczech, położone w kraju związkowym Nadrenia Północna-Westfalia, w rejencji Detmold, w powiecie Minden-Lübbecke. W 2010 roku liczyło 12 862 mieszkańców.
W mieście znajduje się stacja kolejowa Bad Holzhausen.